# ФУБАР (серіал)
FUBAR — шпигунсько-пригодницький телесеріал, створений Ніком Санторою для Netflix. У ньому знявся Арнольд Шварценеггер у своїй першій головній ролі в телесеріалі за сценарієм виробництва Skydance Television і Blackjack Films. Прем'єра серіалу відбулася 25 травня 2023 року.

## Сюжет
Люк і його донька Емма роками брехали один одному, обоє не знаючи, що інший є співробітником ЦРУ. Як тільки вони обидва дізнаються правду, вони розуміють, що насправді нічого не знають один про одного.

## Акторський склад

### Головні
- Арнольд Шварценеггер — Люк Бруннер
- Моніка Барбаро — Емма Бруннер
- Габріель Луна — Боро Полонія
- Мілан Картер — Баррі Патт
- Форчун Феймстер — Рут "Ру" Рассел
- Тревіс Ван Вінкл — Елдон
- Фабіана Уденіо — Таллі Бруннер
- Джей Барушель — Картер
- Апарна Бріель — Тіна
- Енді Баклі — Донні
- Барбара Ів Гарріс — Дот

### Повторювані
- Девон Бостік — Оскара Бруннер
- Девід Чинчилла — Каїн Хан
- Стефані Сай — Сенді
- Скотт Томпсон — доктор Луїс Пфеффер
- Рейчел Лінч — Ромі

### Запрошені зірки
- Адам Паллі[1]
- Том Арнольд

## Виробництво
Зйомки почалися в квітні 2022 року в Антверпені, Бельгія, поблизу Гроте Маркт. Додаткові зйомки плануються провести в Торонто. У вересні 2022 року завершуються зйомки цього серіалу, тепер під назвою «ФУБАР».

## Український дубляж
- Студія: LeDoyen Studio
- Перекладачі: Олена Василевська (1-4 серії), Оксана Кравченко (5 серія), Оксана Янчук (6 серія), Олексій Зражевський (7-8 серії)
- Режисерка дублювання: Ольга Фокіна
- Звукооператор: Дмитро Мушинський
- Спеціаліст зі зведення звуку: Віктор Алферов
- Менеджер проекту: Ярослав Сидоренко

Ролі дублювали:
- Люк Бруннер — Олександр Ігнатуша
- Емма — Антоніна Хижняк
- Баррі — Олександр Погребняк
- Боро — Андрій Твердак
- Картер — Євген Локтіонов
- Ру — Вікторія Білан
- Елдон — Денис Жупник
- Ромі — Валерія Мялковська
- Таллі — Лариса Руснак
- Уве — Петро Сова
- Каїн — Олександр Форманчук
- Дота — Ольга Радчук
- Вільям — Максим Кондратюк
- Луї Пфайффер — Андрій Альохін
- Оскар — Ярослав Сидоренко
- Тіна — Вікторія Бакун
- Донні — Андрій Вільколек
- Нік — Михайло Кришталь
- Ґрета — Наталія Ярошенко
- Рід — Дмитро Вікулов
- Теодор — Юрій Кудрявець
- Донні — Дмитро Завадський
- Нонна — Ольга Фокіна

А також: Майя Ведернікова, Ілона Бойко, В'ячеслав Дудко, Едуард Кіхтенко, Аліна Проценко, Вікторія Хмельницька, Марія Кокшайкіна, Олег Грищенко, Роман Солошенко